# Le Rocher d'Acapulco
Pour plus de détails, voir Fiche technique et Distribution.
Le Rocher d'Acapulco est un film français réalisé par Laurent Tuel et sorti en salle en 1996.
Inspiré d'un fait divers, Le Rocher d’Acapulco décrit la relation perverse qu’entretiennent Sandrine et Gérald, manipulation, prostitution et Minitel rose.
Le film a été sélectionné à Cannes en 1995.

## Synopsis
Sandrine, une jeune provinciale « montée » à Paris pour devenir chanteuse, rencontre Gérald qui, dans une relation perverse pour assouvir ses fantasmes, l'amène à la prostitution.

## Fiche technique
- Titre : Le Rocher d'Acapulco
- Réalisation et scénario : Laurent Tuel
- Image : Stéphane Krausz
- Son : Jean-Luc Audy
- Décors : Betty Martin
- Montage : Pascale Berson
- Musique : Alexis Pécharman, Laurent Tuel
- Producteurs : Antoine Desrosières, Céline Maugis
- Pays d'origine : France
- Format : Couleurs - 1.66:1
- Genre : drame
- Durée : 70 minutes
- Date de sortie : 24 avril 1996
- Interdit aux moins de 16 ans lors de sa sortie
- Société de production : La Vie est Belle

## Distribution
- Margot Abascal : Sandrine
- Antoine Chappey : Gérald
- Zinedine Soualem : Ahmed
- Simon Reggiani : Le magasinier
- Howard Vernon : Le vieil homme
- Tara Garno : La mère du handicapé
- Jean-Max Causse : Michel
- André Shmitt : Le patron du Louxor
- Jean-Christophe Bouvet : Le bourreau
- Guillaume Radkine : Le jeune légionnaire
- Jacques Voskian : Le légionnaire barbu
- Hervé Conjeaud : Hervé
- Ginette Lemblé : L'infirmière
- Alain Ganas : Le professeur de médecine
- Jérôme Estienne : Le videur

## Dans la presse
- Le Monde, 25 avril 1996, JFR[Qui ?] : « Modèle inégalé d'étrangeté et d’inquiétude pathétique »
- Les Inrockuptibles, avril 1996, Serge Kaganski : « C'est le fameux « boy meets a girl » bien connu de 99 % du cinéma, particulièrement quand il est jeune et français, mais selon une déclinaison carrément inédite. »
- Le Canard enchaîné, 24 avril 1996, Frédéric Pagès : « Un bon premier film, cabochard et sensible qui devrait faire des vagues ».
- Libération, 24 avril 1996, Gérard Lefort : « On est accro au Rocher d'Acapulco »